# Mary Elizabeth Adams Brown
Mary Elizabeth Adams Brown, née en 1842 et morte en 1918, est une femme américaine qui fut écrivaine, conservatrice et collecteuse d'instruments de musique.
Elle est plus particulièrement connue pour la collection d'instruments de musique dont elle fit don au Metropolitan Museum of Art de New-York. Elle travailla avec son fils, William Adams Brown, qui réalisa les dessins pour illustrer son catalogue d'instruments.  La collection, connue sous le nom de Crosby Brown Collection of Musical Instruments en souvenir de son mari, John Crosby Brown, est devenue l'une des plus importantes et complètes au niveau mondial. 
Elle commença à donner des instruments au musée en 1889, tout d'abord par une donation impressionnante de 270 instruments provenant d'Extrême Orient, du Moyen Orient, d'Afrique et des îles du Pacifique, qui étaient accompagnés de la déclaration qu'elle-même et son fils pourraient ajouter à la collection et même remplacer des exemplaires par d'autres de valeur équivalente mais de qualité supérieure. 
Lorsqu'elle mourut, la collection occupait cinq pièces du musée et comprenait 3600 instruments ; lorsque son fils mourut, il y en avait 4000.     

## Instruments européens de la collection

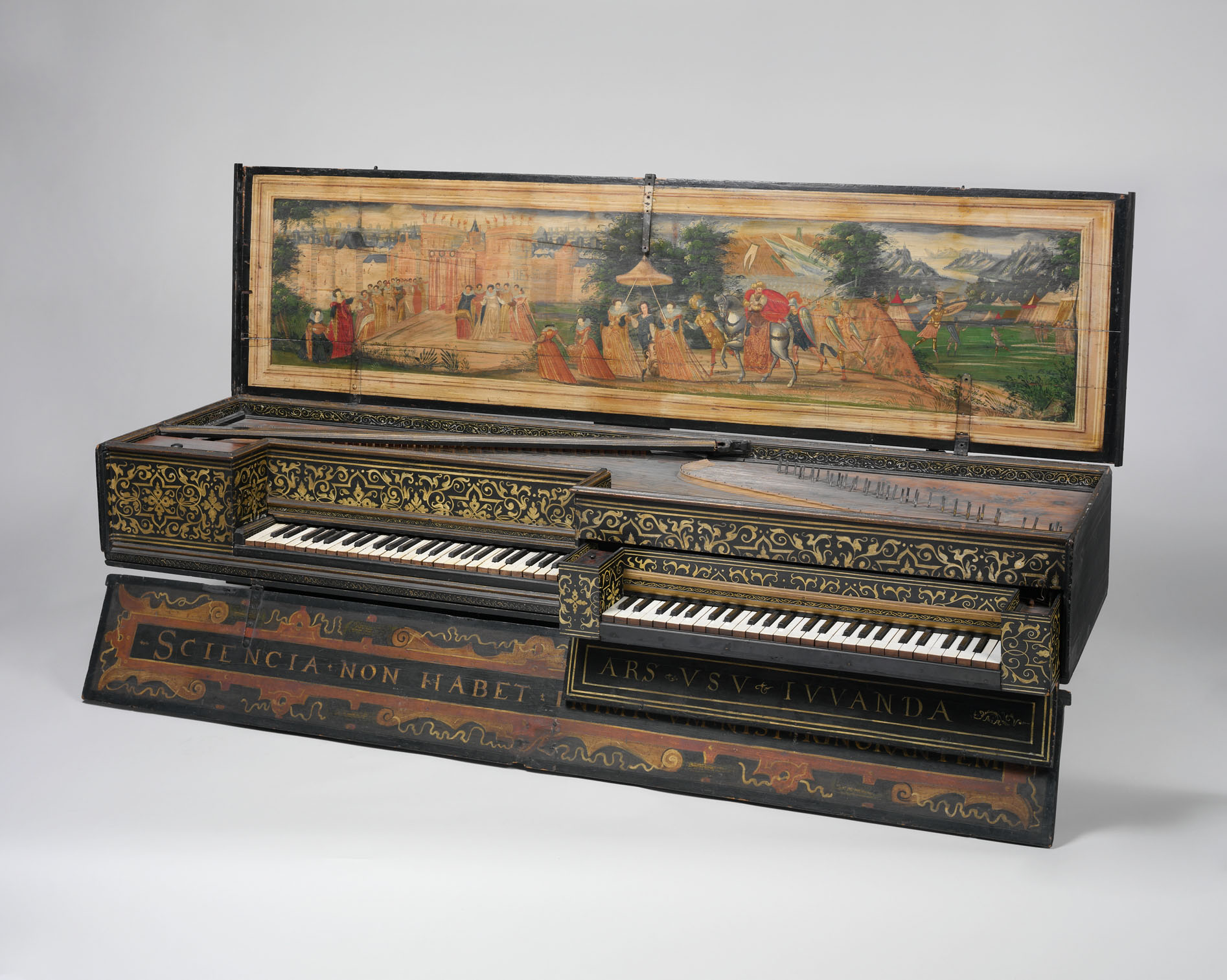
Un très rare double virginal (Moeder en kind) de Lodewijk Grouwels (1600)
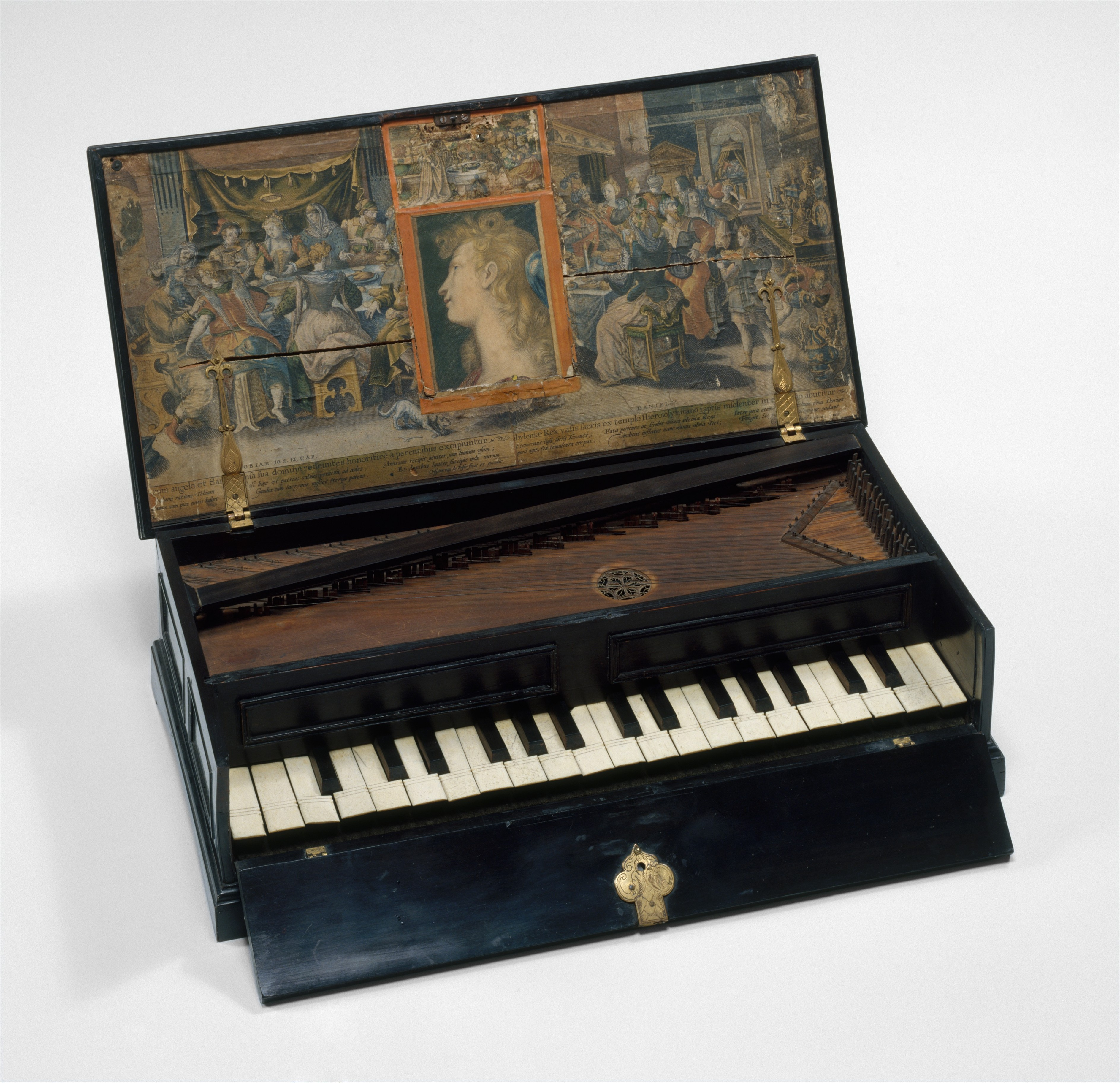
Virginal rectangulaire (ottavino) construit vers 1600 à Augsbourg
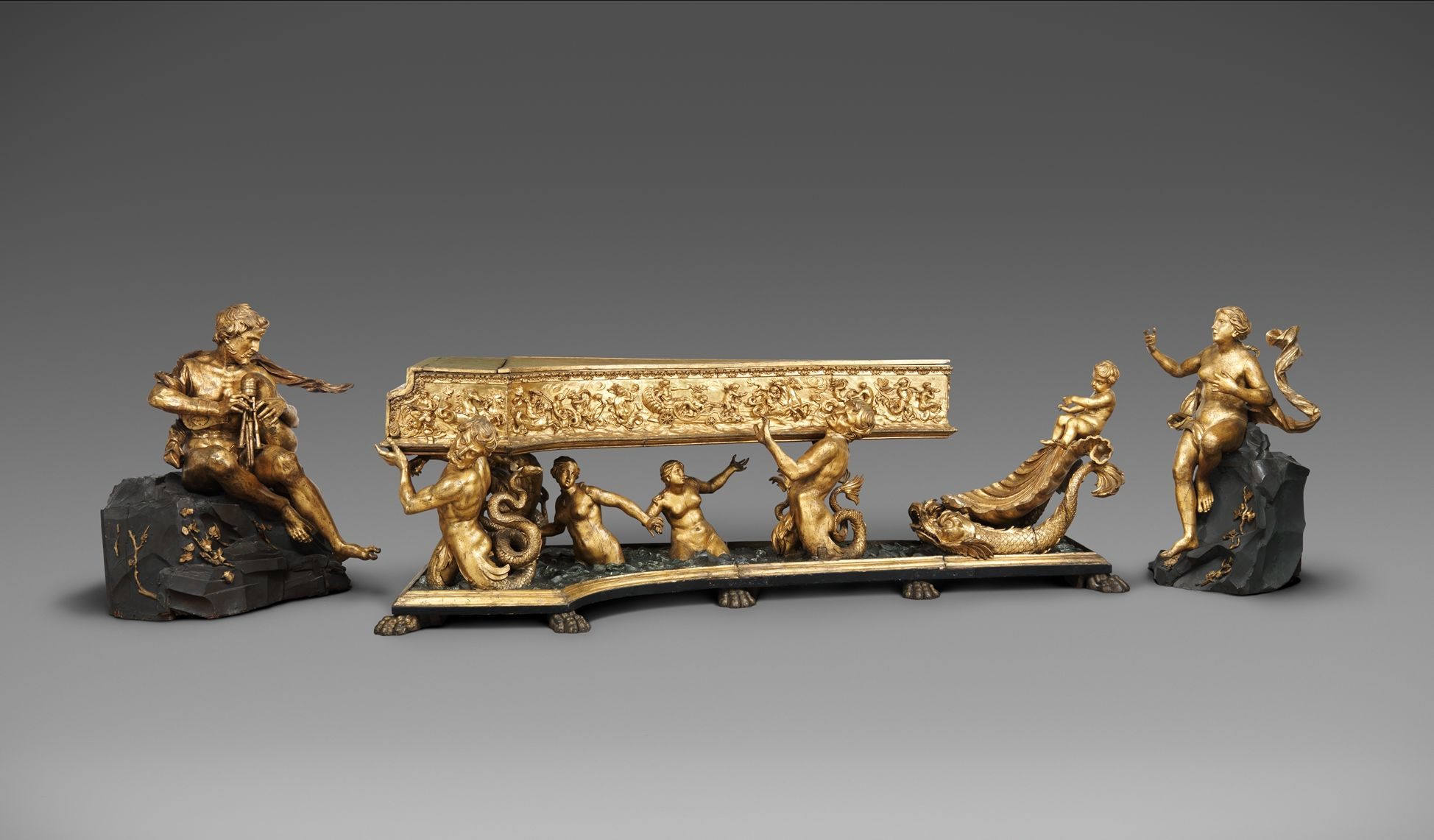
La Macchina di Polifemo e Galatea de Michele Todini (vers 1670) est un clavecin italien des plus spectaculaires
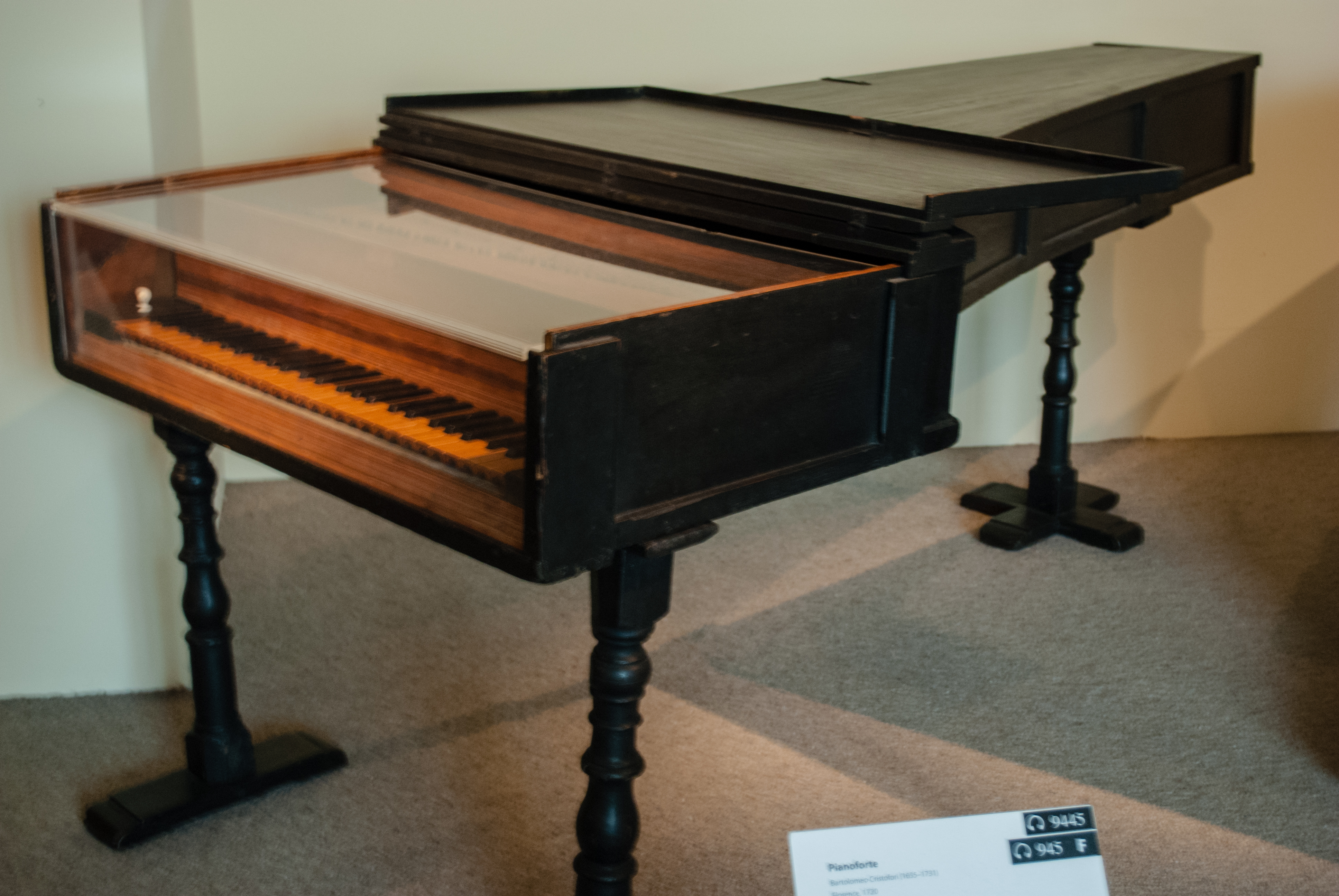
Le pianoforte le plus ancien, inventé par Bartolomeo Cristofori date de 1720 et constitue une pièce maîtresse de la collection - il n'en reste que trois de ce type.